# Applewold
Applewold è un comune (borough) degli Stati Uniti d'America, nella contea di Armstrong nello Stato della Pennsylvania.

## Società

### Evoluzione demografica
La composizione etnica vede un'esclusività di quella bianca (100%).
| borough di Applewold Popolazione |     |
| 2000                             | 356 |
| 2010                             | 310 |